# Budapesti Nemzetközi Cirkuszfesztivál

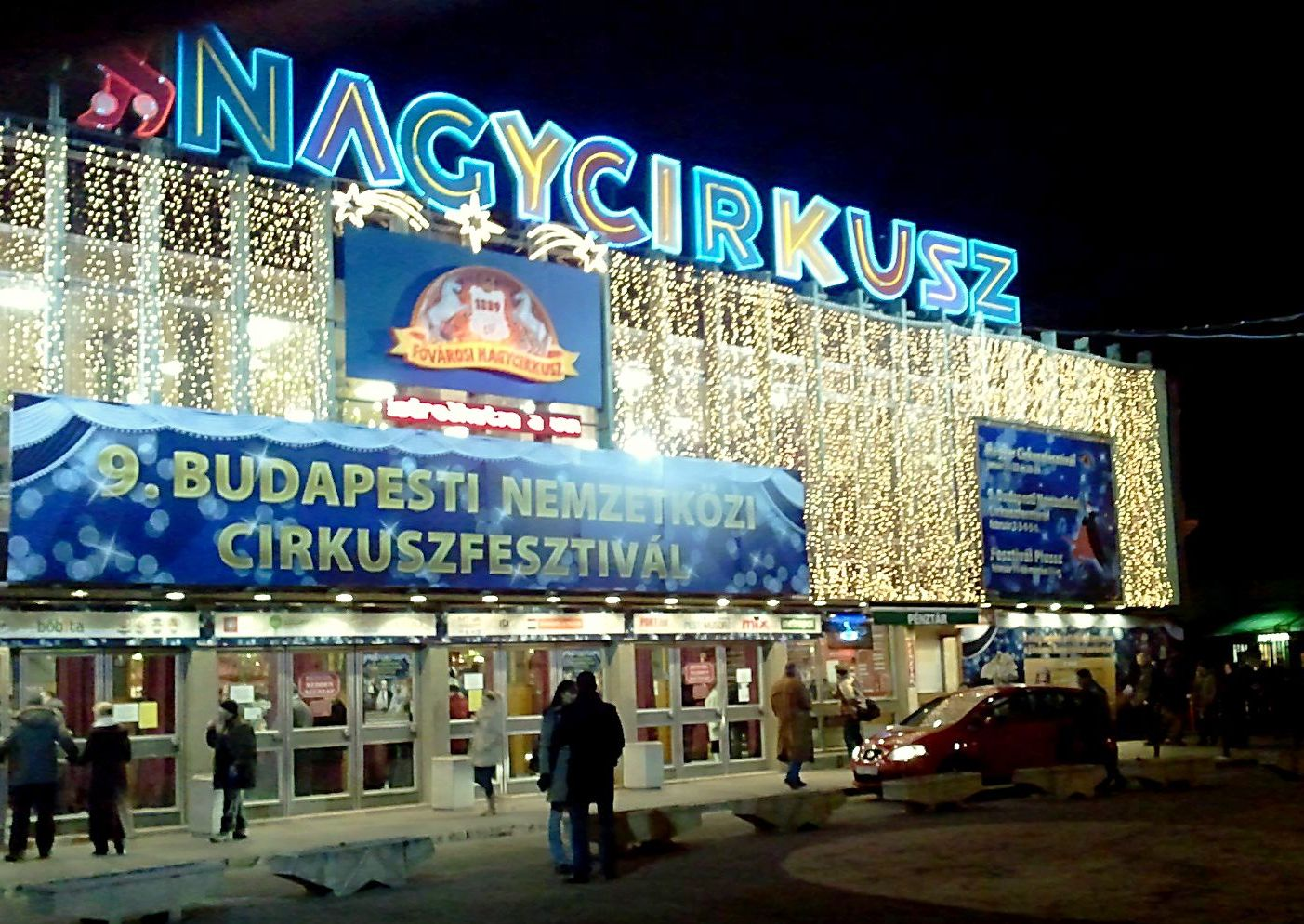
A Fővárosi Nagycirkusz épülete a 9. Budapesti Nemzetközi Cirkuszfesztivál idején

A legutóbbi versenyről, lásd: 13. Budapesti Nemzetközi Cirkuszfesztivál
A Budapesti Nemzetközi Cirkuszfesztivál (angolul: International Circus Festival of Budapest) a Fővárosi Nagycirkuszban 1996 óta kétévente megrendezésre kerülő nemzetközi cirkuszverseny. Ezen a világ legjobb artistái lépnek fel. A seregszemle, a művészek mellett a nézők számára is egy fantasztikus ünnep, az előadásokra a jegyek már hónapokkal korábban elkelnek. Az eseményt minden évben egy utóműsor követi, amelyre azok a nézők is eljuthatnak, akik lemaradtak a nemzetközi fesztivál előadásairól.

## Ismertetése

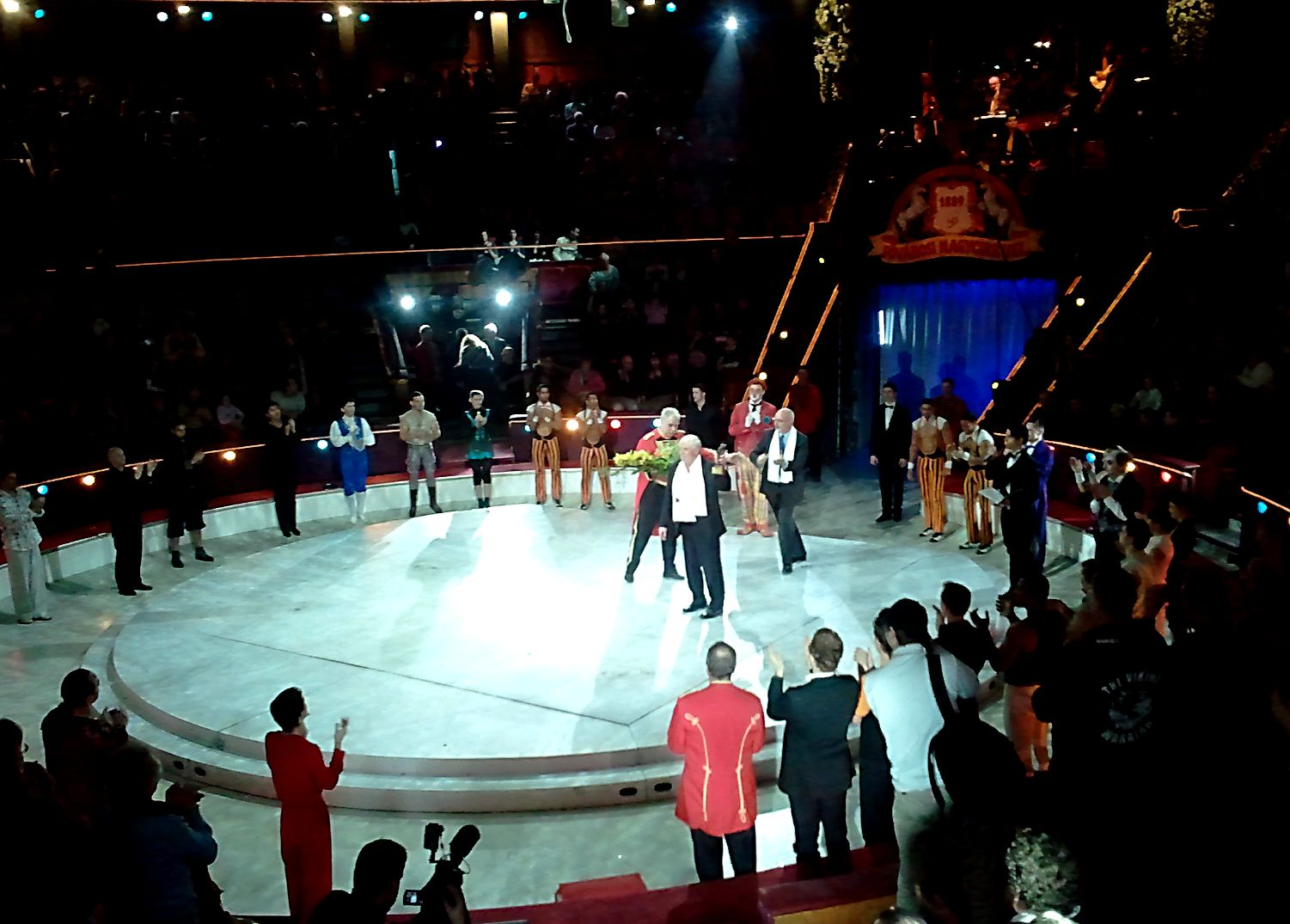
Kristóf István - búcsú

A fesztivál 1996 óta, minden páros számú évben kerül megrendezésre a Fővárosi Nagycirkuszban. Az ötlet Kristóf Istvántól és fiától, Kristóf Krisztiántól származik.
A fesztivált kétévente rendezik meg. Ennek okai: Egy-egy új produkció kiérleléséhez hosszú időre van szükség; másrészt az előkészítés, a versenyprogram összeállítása is másfél évet vesz igénybe.
A produkciókat minden évben szakmai zsűri értékeli, amelynek tagjai a világ jelentős cirkuszainak és varietéinek vezetői. A zsűri a versenyző művészek produkcióit két alkalommal nézi meg, majd a technikai tudást és a kivitelezést értékeli.
A kiírás szerint a következők díjak kerülnek odaítélésre:
- 1 db Arany fokozat
- 2 db Ezüst fokozat
- 3 db Bronz fokozat

A nagydíjak mellett átadják az Európa díjat, a Magyar Cirkusz és Varieté (rövidítése MACIVA), a Magyar Artistaművészek Szakszervezete és a Magyar Cirkuszművészetért Alapítvány díját, valamint a zsűri tagjai által felajánlott különdíjakat is.
A díjakat a zsűri tagjai és a felkért vendégek adják át a gálaműsoron, amelyen több nemzetközi díszvendég is fellép. A „Pierrot” díjak alkotója Czinder Antal Munkácsy Mihály-díjas szobrászművész.
A Nemzetközi Cirkuszfesztivál idején, versenyen kívül magyar műsor is megtekinthető, amely bemutatkozási lehetőséget teremt cirkuszművészeinknek a hazai és a nemzetközi közönség előtt.

## Története
Az első Budapesti Nemzetközi Cirkuszfesztivált 1996-ban rendezték meg. A rendszerváltás után ez volt a legnagyobb kulturális fesztivál, amit útjára indítottak. A négynapos rendezvény szervesen kapcsolódott a Budapesti Tavaszi Fesztivál programjaihoz. Többek között, ezért rendezték márciusban a versenyt. Azóta minden seregszemlét januárban tartanak, mert ebben az időszakban tudják a legrangosabb artistaművészeket Budapestre csábítani. 1998-ban már nemzetközi sztárvendégeket is meghívtak, akik jelenlétükkel és előadott produkcióikkal emelték a fesztivál színvonalát. 2000-ben megduplázták a versenynapok számát, így mindegyik művész kétszer lépett porondra. 2002-ben versenyen kívül, egy magyar artisták produkcióiból összeállított műsort is bemutattak. A program nagy sikert aratott, így azóta minden évben megrendezik a magyar gálát, a fesztivál keretein belül. 2004-ben az Európai Unióhoz való csatlakozásunk évében a szervezők létrehozták az Európa-díjat, melyet az a versenyző kap, aki a legmagasabb pontszámot éri a zsűri listáján, a fesztivál hivatalos díjazottjai után. 2006-ban a közönség nagy érdeklődése miatt öt nap alatt, nyolc előadást tartottak. A Duna Televízió ettől az évtől kezdődően a fesztiválok teljes műsorát felvette, majd műsorára tűzte. 2008-ban a szakmai zsűri mellett egy 3 tagú újságírókból álló médiazsűri is szavazott. Az általuk legjobbnak tartott művésznek adták át a sajtó különdíját. 2010-ben a műsor már a Monte-carlói Nemzetközi Cirkuszfesztivál színvonalával vetekedett. 2012 rendhagyó év volt a fesztivál történetében, mert a nemzetközi versenyt az 1. Magyar Cirkuszfesztivál előzte meg, ahol az Artistaképző legjobbjai, volt növendékei illetve határon túli cirkuszművészek mutatkozhattak be a magyar közönség előtt. A nemzetközi versenyen a szakmai és a médiazsűri mellett gyerekzsűri is értékelte a versenyzőket. A gyermekzsűri elnöke Csukás István volt.
Időközben a Budapesti Nemzetközi Cirkuszfesztivál komoly rangot vívott ki magának — a Monte-carlói Nemzetközi Cirkuszfesztivál mellett az egyik legfontosabb fesztiválként tartják számon a budapestit.

## Fesztiválok
| Fesztivál | Időpont                    | Előadások száma | Indulók száma | Indulók száma | Zsűrielnök            | Fesztiváligazgató                | Műsorvezető                      | Utóműsor                                           |
| Fesztivál | Időpont                    | Előadások száma | Produkció     | Ország        | Zsűrielnök            | Fesztiváligazgató                | Műsorvezető                      | Utóműsor                                           |
| --------- | -------------------------- | --------------- | ------------- | ------------- | --------------------- | -------------------------------- | -------------------------------- | -------------------------------------------------- |
| 1.        | 1996. március 20–24.       | 4               | 32            | 15            | Eduardo Murillo       | Kristóf István                   | Nincs adat                       | Nem volt                                           |
| 2.        | 1998. január 10–12.        | 4               | 29            | 12            | Eduardo Murillo       | Kristóf István                   | Ócsai Gábor                      | Nem volt                                           |
| 3.        | 2000. január 13–17.        | 6               | 33            | 10            | Eduardo Murillo       | Kristóf István                   | Ócsai Gábor                      | Nem volt                                           |
| 4.        | 2002. január 10–14.        | 6               | 30            | 10            | Leonid Kostiuk        | Kristóf István                   | Ócsai Gábor                      | Nem volt                                           |
| 5.        | 2004. január 29–február 2. | 6               | 32            | 11            | Franz Czeisler Tihany | Kristóf István                   | Ócsai Gábor                      | Salto Mortale (2004. február 7–március 21.)        |
| 6.        | 2006. január 26–30.        | 8               | 31            | 11            | Franz Czeisler Tihany | Kristóf István                   | Ócsai Gábor                      | Fesztivál Plusssz (2006. február 4–március 26.)    |
| 7.        | 2008. január 24–28.        | 8               | 29            | 11            | Franz Czeisler Tihany | Kristóf István Kristóf Krisztián | Ócsai Gábor                      | Fesztivál Plusssz (2008. február 2–március 24.)    |
| 8.        | 2010. január 21–25.        | 8               | 37            | 14            | Franz Czeisler Tihany | Kristóf István Kristóf Krisztián | Farkas Gábor Gábriel             | Fesztivál Plusssz (2010. január 30–március 15.)    |
| 9.        | 2012. február 2–6.         | 9               | 34            | 17            | Franz Czeisler Tihany | Kristóf István Kristóf Krisztián | Farkas Gábor Gábriel             | Fesztivál Plusssz (2012. február 11–március 11.)   |
| 10.       | 2014. január 9–13.         | 9               | 38            | 18            | Fredy Knie            | Richter József                   | Maka Gyula                       | A fesztivál csillagai (2014. január 15–március 9.) |
| 11.       | 2016. január 7–11.         | 9               | 38            | 13            | Eugene Chaplin        | Richter József Fekete Péter      | „Amőbák”                         | Fesztikon (2016. január 16–február 28.)            |
| 12.       | 2018. január 8–14.         | 9               | 28            | 14            | Eugene Chaplin        | Fekete Péter                     | Maka Gyula Ungár Anikó           | Győztesek karneválja (2018. január 19–március 11.) |
| 13.       | 2020. január 8–13.         | 9               | 31            | 12            | Peter Dubinsky        | Fekete Péter                     | Maka Gyula Kelly Endrész Bánlaki | Fesztivál + (2020. január 18–március 15.)          |
| 14.       | 2022. január 11–17.        | 8               |               |               |                       | Fekete Péter                     | Maka Gyula Florosz Zoi           | Fesztivál Plusz (2022. január 22–március 15.)      |

## A fesztiválok győztesei

### 1990-es évek
| 1. Budapesti Nemzetközi Cirkuszfesztivál 1996. március 20–24. | 1. Budapesti Nemzetközi Cirkuszfesztivál 1996. március 20–24. | 1. Budapesti Nemzetközi Cirkuszfesztivál 1996. március 20–24. | 1. Budapesti Nemzetközi Cirkuszfesztivál 1996. március 20–24. |
| Díj                                                           | Nyertes                                                       | Ország                                                        | Szám                                                          |
| ------------------------------------------------------------- | ------------------------------------------------------------- | ------------------------------------------------------------- | ------------------------------------------------------------- |
| Arany fokozat                                                 | Toroszján csoport                                             | Oroszország                                                   | gumiasztal-kosárlabda show                                    |
| Ezüst fokozat                                                 | Chinese Acrobatic Group                                       | Kína                                                          | levegőakrobaták                                               |
| Ezüst fokozat                                                 | Ewelyn Marinof-csoport                                        | Románia                                                       | ugródeszka-akrobaták                                          |
| Bronz fokozat                                                 | Chinese Acrobatic Group                                       | Kína                                                          | egyensúlyozó-akrobaták                                        |
| Bronz fokozat                                                 | Elena Popova                                                  | Oroszország                                                   | trapézművésznő galambokkal                                    |
| Bronz fokozat                                                 | 2 Simet                                                       | Magyarország                                                  | magasdrót-akrobaták                                           |

| 2. Budapesti Nemzetközi Cirkuszfesztivál 1998. január 10–12. | 2. Budapesti Nemzetközi Cirkuszfesztivál 1998. január 10–12. | 2. Budapesti Nemzetközi Cirkuszfesztivál 1998. január 10–12. | 2. Budapesti Nemzetközi Cirkuszfesztivál 1998. január 10–12. |
| Díj                                                          | Nyertes                                                      | Ország                                                       | Szám                                                         |
| ------------------------------------------------------------ | ------------------------------------------------------------ | ------------------------------------------------------------ | ------------------------------------------------------------ |
| Arany fokozat                                                | Korolevs                                                     | Oroszország                                                  | légtornászok                                                 |
| Arany fokozat                                                | Hebei                                                        | Kína                                                         | akrobatikus csészeegyensúlyozás                              |
| Ezüst fokozat                                                | Meteors                                                      | Kína                                                         | hebei akrobatacsoport                                        |
| Ezüst fokozat                                                | Kisfaludy csoport                                            | Magyarország                                                 | ugródeszkacsoport                                            |
| Bronz fokozat                                                | Vargas                                                       | Mexikó                                                       | repülő emberek a kupolában                                   |
| Bronz fokozat                                                | Jagantsetseg                                                 | Mongólia                                                     | hajlékony akrobaták                                          |
| Bronz fokozat                                                | Trió Császár                                                 | Magyarország                                                 | ugródeszka-akrobaták                                         |

### 2000-es évek
| 3. Budapesti Nemzetközi Cirkuszfesztivál 2000. január 13–17. | 3. Budapesti Nemzetközi Cirkuszfesztivál 2000. január 13–17. | 3. Budapesti Nemzetközi Cirkuszfesztivál 2000. január 13–17. | 3. Budapesti Nemzetközi Cirkuszfesztivál 2000. január 13–17. |
| Díj                                                          | Nyertes                                                      | Ország                                                       | Szám                                                         |
| ------------------------------------------------------------ | ------------------------------------------------------------ | ------------------------------------------------------------ | ------------------------------------------------------------ |
| Arany fokozat                                                | Zhang Fan                                                    | Kína                                                         | egyensúlyozás lengő drót kötélen                             |
| Ezüst fokozat                                                | Rippel Brothers                                              | Magyarország                                                 | kézegyensúlyozás                                             |
| Ezüst fokozat                                                | Marina Osinskaya                                             | Oroszország                                                  | szépség és ügyesség                                          |
| Bronz fokozat                                                | Didyk csoport                                                | Ukrajna                                                      | akrobatika dupla hintáról                                    |
| Bronz fokozat                                                | Hunan Troupe                                                 | Kína                                                         | kendőzsonglőrök                                              |
| Bronz fokozat                                                | Nereus Lajos                                                 | Magyarország                                                 | zsonglőr                                                     |

| 4. Budapesti Nemzetközi Cirkuszfesztivál 2002. január 10–14. | 4. Budapesti Nemzetközi Cirkuszfesztivál 2002. január 10–14. | 4. Budapesti Nemzetközi Cirkuszfesztivál 2002. január 10–14. | 4. Budapesti Nemzetközi Cirkuszfesztivál 2002. január 10–14. |
| Díj                                                          | Nyertes                                                      | Ország                                                       | Szám                                                         |
| ------------------------------------------------------------ | ------------------------------------------------------------ | ------------------------------------------------------------ | ------------------------------------------------------------ |
| Arany fokozat                                                | Hebei csoport                                                | Kína                                                         | karikaugró-akrobaták                                         |
| Ezüst fokozat                                                | Murzak                                                       | Oroszország                                                  | rúddobó-akrobaták                                            |
| Ezüst fokozat                                                | Kristina Kokorina                                            | Oroszország                                                  | zsonglőr                                                     |
| Ezüst fokozat                                                | Duo Flash                                                    | Ukrajna                                                      | humoros akrobaták                                            |
| Bronz fokozat                                                | Menestrelli                                                  | Oroszország                                                  | játékos kutyái                                               |
| Bronz fokozat                                                | Dzen                                                         | Oroszország                                                  | magasiskola-lovaglás                                         |
| Bronz fokozat                                                | Catana Troupe                                                | Románia                                                      | ugródeszka-akrobaták                                         |

| 5. Budapesti Nemzetközi Cirkuszfesztivál 2004. január 29–február 2. | 5. Budapesti Nemzetközi Cirkuszfesztivál 2004. január 29–február 2. | 5. Budapesti Nemzetközi Cirkuszfesztivál 2004. január 29–február 2. | 5. Budapesti Nemzetközi Cirkuszfesztivál 2004. január 29–február 2. |
| Díj                                                                 | Nyertes                                                             | Ország                                                              | Szám                                                                |
| ------------------------------------------------------------------- | ------------------------------------------------------------------- | ------------------------------------------------------------------- | ------------------------------------------------------------------- |
| Arany fokozat                                                       | Dosau csoport                                                       | Oroszország                                                         | ugródeszka-akrobaták                                                |
| Arany fokozat                                                       | Rodions csoport                                                     | Oroszország                                                         | rúddobó-akrobaták                                                   |
| Ezüst fokozat                                                       | Rafael de Carlos                                                    | Kuba                                                                | zsonglőr                                                            |
| Ezüst fokozat                                                       | Dmitry Prudnikov                                                    | Oroszország                                                         | kézegyensúlyozó                                                     |
| Ezüst fokozat                                                       | Tianjin Troupe                                                      | Kína                                                                | vázazsonglőrök                                                      |
| Bronz fokozat                                                       | Svetlana és Dimitriy                                                | Ukrajna                                                             | légi szerelem                                                       |
| Bronz fokozat                                                       | Roman Tomanov                                                       | USA                                                                 | légtornász                                                          |
| Bronz fokozat                                                       | Living Trapeze                                                      | Oroszország                                                         | élő trapéz                                                          |

| 6. Budapesti Nemzetközi Cirkuszfesztivál 2006. január 26–30. | 6. Budapesti Nemzetközi Cirkuszfesztivál 2006. január 26–30. | 6. Budapesti Nemzetközi Cirkuszfesztivál 2006. január 26–30. | 6. Budapesti Nemzetközi Cirkuszfesztivál 2006. január 26–30. |
| Díj                                                          | Nyertes                                                      | Ország                                                       | Szám                                                         |
| ------------------------------------------------------------ | ------------------------------------------------------------ | ------------------------------------------------------------ | ------------------------------------------------------------ |
| Arany fokozat                                                | Kovgar csoport                                               | Oroszország                                                  | ugródeszka-akrobaták                                         |
| Ezüst fokozat                                                | Novikov csoport                                              | Oroszország                                                  | akrobatika nyújtókon                                         |
| Ezüst fokozat                                                | Shanghai Circus School                                       | Kína                                                         | kézegyensúlyozók                                             |
| Ezüst fokozat                                                | Kanakovi csoport                                             | Oroszország                                                  | rúddobó-akrobaták                                            |
| Bronz fokozat                                                | Zebrák                                                       | Oroszország                                                  | dobóakrobaták                                                |
| Bronz fokozat                                                | Duo Bobrov                                                   | Oroszország                                                  | légtornászok                                                 |
| Bronz fokozat                                                | Alan Sulc                                                    | Csehország                                                   | zsonglőr                                                     |

| 7. Budapesti Nemzetközi Cirkuszfesztivál 2008. január 24–28. | 7. Budapesti Nemzetközi Cirkuszfesztivál 2008. január 24–28. | 7. Budapesti Nemzetközi Cirkuszfesztivál 2008. január 24–28. | 7. Budapesti Nemzetközi Cirkuszfesztivál 2008. január 24–28. |
| Díj                                                          | Nyertes                                                      | Ország                                                       | Szám                                                         |
| ------------------------------------------------------------ | ------------------------------------------------------------ | ------------------------------------------------------------ | ------------------------------------------------------------ |
| Arany fokozat                                                | Peking Akrobata csoport                                      | Kína                                                         | rola-bola                                                    |
| Ezüst fokozat                                                | Dima Shine                                                   | Ukrajna                                                      | kézegyensúlyozó                                              |
| Ezüst fokozat                                                | White Crow                                                   | Kanada, Svájc, Ukrajna                                       | rúddobó akrobaták                                            |
| Ezüst fokozat                                                | Narkevich                                                    | Fehéroroszország                                             | ugródeszka csoport                                           |
| Bronz fokozat                                                | Rob Torres                                                   | USA                                                          | komikus                                                      |
| Bronz fokozat                                                | Flying Spiders                                               | Kína                                                         | levegő csoport                                               |
| Bronz fokozat                                                | Glen Nicolodi                                                | Olaszország                                                  | kézegyensúlyozás kutyával                                    |
| Bronz fokozat                                                | Mr. és Mrs. Dittmár                                          | Magyarország                                                 | vígjáték XXL                                                 |

### 2010-es évek

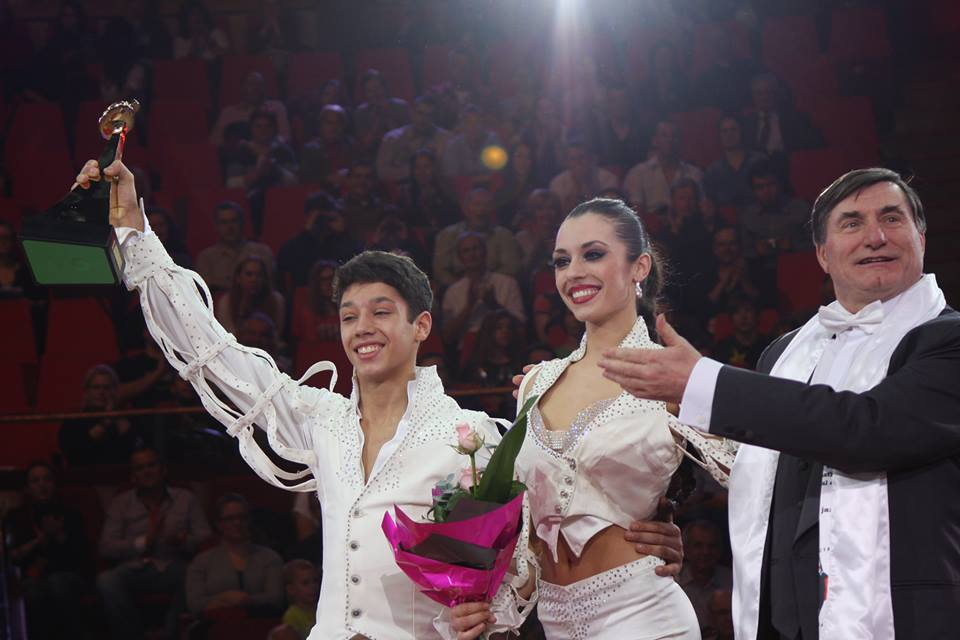
René Casselly Jr. és Merrylu Casselly, a 10. Nemzetközi Cirkuszfesztivál Arany-Pierrot díjasai Richter Józseffel, a Fővárosi Nagycirkusz akkori igazgatójával

| 8. Budapesti Nemzetközi Cirkuszfesztivál 2010. január 21–25. | 8. Budapesti Nemzetközi Cirkuszfesztivál 2010. január 21–25. | 8. Budapesti Nemzetközi Cirkuszfesztivál 2010. január 21–25. | 8. Budapesti Nemzetközi Cirkuszfesztivál 2010. január 21–25. |
| Díj                                                          | Nyertes                                                      | Ország                                                       | Szám                                                         |
| ------------------------------------------------------------ | ------------------------------------------------------------ | ------------------------------------------------------------ | ------------------------------------------------------------ |
| Arany fokozat                                                | Vladislav Goncharov                                          | Ukrajna                                                      | oroszlánok                                                   |
| Arany fokozat                                                | Vorobiev csoport                                             | Oroszország                                                  | dupla hinta                                                  |
| Ezüst fokozat                                                | Dustin Nicolodi „Coperlin”                                   | Olaszország                                                  | humoros zsonglőr                                             |
| Ezüst fokozat                                                | Trió Ayala                                                   | Venezuela                                                    | magas drót                                                   |
| Ezüst fokozat                                                | Duo Vanegas                                                  | Kolumbia                                                     | halálkerék                                                   |
| Ezüst fokozat                                                | Duo Ivanov                                                   | Oroszország                                                  | zsonglőrök egykeréken                                        |
| Bronz fokozat                                                | Molly Saudek                                                 | USA                                                          | kötéltáncos                                                  |
| Bronz fokozat                                                | Quinterion                                                   | Magyarország                                                 | dobószám                                                     |
| Bronz fokozat                                                | Pavel Voladas                                                | Fehéroroszország                                             | nyujtó                                                       |
| Bronz fokozat                                                | Roman Khapersky                                              | Oroszország                                                  | kézegyensúlyozás                                             |

| 9. Budapesti Nemzetközi Cirkuszfesztivál 2012. február 2–6. | 9. Budapesti Nemzetközi Cirkuszfesztivál 2012. február 2–6. | 9. Budapesti Nemzetközi Cirkuszfesztivál 2012. február 2–6. | 9. Budapesti Nemzetközi Cirkuszfesztivál 2012. február 2–6. |
| Díj                                                         | Nyertes                                                     | Ország                                                      | Szám                                                        |
| ----------------------------------------------------------- | ----------------------------------------------------------- | ----------------------------------------------------------- | ----------------------------------------------------------- |
| Arany fokozat                                               | Chilly & Fly                                                | Kanada                                                      | álló zicc                                                   |
| Arany fokozat                                               | Rokashkov's                                                 | Oroszország                                                 | nyújtó akrobatika                                           |
| Ezüst fokozat                                               | Johan Wellton                                               | Svédország                                                  | komikus zsonglőr                                            |
| Ezüst fokozat                                               | Darkan                                                      | Kazahsztán                                                  | gurtni légtornász                                           |
| Bronz fokozat                                               | Alexandre Lane                                              | Kanada                                                      | karika                                                      |
| Bronz fokozat                                               | Sebastien Nicaise                                           | Belgium                                                     | diabolo                                                     |
| Bronz fokozat                                               | Elisa Khachtryan                                            | Örményország                                                | magasdrót                                                   |

| 10. Budapesti Nemzetközi Cirkuszfesztivál 2014. január 9–13. | 10. Budapesti Nemzetközi Cirkuszfesztivál 2014. január 9–13. | 10. Budapesti Nemzetközi Cirkuszfesztivál 2014. január 9–13. | 10. Budapesti Nemzetközi Cirkuszfesztivál 2014. január 9–13. |
| Díj                                                          | Nyertes                                                      | Ország                                                       | Szám                                                         |
| ------------------------------------------------------------ | ------------------------------------------------------------ | ------------------------------------------------------------ | ------------------------------------------------------------ |
| Arany fokozat                                                | Richter csoport                                              | Magyarország                                                 | lovas akrobata szám                                          |
| Arany fokozat                                                | Merrylu Casselly, René Casselly Jr.                          | Németország                                                  | akrobatikus elefántszám                                      |
| Arany fokozat                                                | Quingdao Troupe                                              | Kína                                                         | kínai rúd                                                    |
| Ezüst fokozat                                                | Simet László                                                 | Magyarország                                                 | szemafor                                                     |
| Ezüst fokozat                                                | Trio Stoian                                                  | Románia                                                      | orosz rúd                                                    |
| Ezüst fokozat                                                | Super Silva                                                  | Brazília                                                     | levegőszám                                                   |
| Bronz fokozat                                                | Sampion Bouglione                                            | Franciaország                                                | zsonglőr                                                     |
| Bronz fokozat                                                | Stynka csoport                                               | Oroszország                                                  | orosz rúd                                                    |
| Bronz fokozat                                                | Cesar Dias                                                   | Portugália                                                   | komikus                                                      |
| Bronz fokozat                                                | Duo Maybe                                                    | Ukrajna                                                      | gurtni                                                       |
| Bronz fokozat                                                | Ambra & Yves Nicols                                          | Spanyolország · Olaszország                                  | levegő akrobatika                                            |

| 11. Budapesti Nemzetközi Cirkuszfesztivál 2016. január 7–11. | 11. Budapesti Nemzetközi Cirkuszfesztivál 2016. január 7–11. | 11. Budapesti Nemzetközi Cirkuszfesztivál 2016. január 7–11. | 11. Budapesti Nemzetközi Cirkuszfesztivál 2016. január 7–11. |
| Díj                                                          | Nyertes                                                      | Ország                                                       | Szám                                                         |
| ------------------------------------------------------------ | ------------------------------------------------------------ | ------------------------------------------------------------ | ------------------------------------------------------------ |
| Arany fokozat                                                | The Gerlings                                                 | Kolumbia                                                     | magasdrótszám                                                |
| Ezüst fokozat                                                | Flying Farfans                                               | USA                                                          | fliegende                                                    |
| Ezüst fokozat                                                | Skokov csoport                                               | Oroszország                                                  | hintaszám                                                    |
| Bronz fokozat                                                | Dias Family                                                  | Portugália                                                   | ikária                                                       |
| Bronz fokozat                                                | Nicol Nicols                                                 | Spanyolország                                                | drótszám                                                     |
| Bronz fokozat                                                | Silver Power                                                 | Magyarország                                                 | erőemelő szám                                                |
| Bronz fokozat                                                | Trio Power Line                                              | Magyarország                                                 | erőemelő szám                                                |
| Bronz fokozat                                                | X–Treme Brothers                                             | Románia                                                      | handstand                                                    |

| 12. Budapesti Nemzetközi Cirkuszfesztivál 2018. január 8–14. | 12. Budapesti Nemzetközi Cirkuszfesztivál 2018. január 8–14. | 12. Budapesti Nemzetközi Cirkuszfesztivál 2018. január 8–14. | 12. Budapesti Nemzetközi Cirkuszfesztivál 2018. január 8–14. |
| Díj                                                          | Nyertes                                                      | Ország                                                       | Szám                                                         |
| ------------------------------------------------------------ | ------------------------------------------------------------ | ------------------------------------------------------------ | ------------------------------------------------------------ |
| Arany fokozat                                                | Chinese National Acrobatic Troupe                            | Kína                                                         | esernyő–zsonglőr szám                                        |
| Arany fokozat                                                | Nomuna                                                       | Mongólia                                                     | ugródeszkaszám                                               |
| Ezüst fokozat                                                | Andrejs Fjodorovs                                            | Lettország                                                   | kutya– és galambszám                                         |
| Ezüst fokozat                                                | Duo Funcoholics                                              | Oroszország                                                  | kínai rúdszám                                                |
| Ezüst fokozat                                                | Whitout Socks                                                | Oroszország                                                  | bohóctrió                                                    |
| Bronz fokozat                                                | Ádám és Benjámin                                             | Magyarország                                                 | kínai rúdszám                                                |
| Bronz fokozat                                                | Vodyanik Group: Gallea Act                                   | Oroszország                                                  | levegőszám                                                   |
| Bronz fokozat                                                | Stanislav Vysotskyi                                          | Ukrajna                                                      | zsonglőr                                                     |
| Bronz fokozat                                                | Duo Solys                                                    | Kuba                                                         | handstand                                                    |

### 2020-as évek
| 13. Budapesti Nemzetközi Cirkuszfesztivál 2020. január 8–13. | 13. Budapesti Nemzetközi Cirkuszfesztivál 2020. január 8–13. | 13. Budapesti Nemzetközi Cirkuszfesztivál 2020. január 8–13. | 13. Budapesti Nemzetközi Cirkuszfesztivál 2020. január 8–13. |
| Díj                                                          | Nyertes                                                      | Ország                                                       | Szám                                                         |
| ------------------------------------------------------------ | ------------------------------------------------------------ | ------------------------------------------------------------ | ------------------------------------------------------------ |
| Arany fokozat                                                | ifj. Richter József és Merrylu Richter                       | Magyarország                                                 | pas de deux (balett lóháton)                                 |
| Arany fokozat                                                | Chinese National Acrobatic Troupe                            | Kína                                                         | hand voltige vázával, handstand                              |
| Ezüst fokozat                                                | Alania Troupe                                                | Oroszország                                                  | dzsigit                                                      |
| Ezüst fokozat                                                | Virtuoso 5                                                   | Oroszország                                                  | lengőpiedesztál                                              |
| Ezüst fokozat                                                | Kolev Sisters                                                | Olaszország, · Bulgária                                      | duo emelőszám                                                |
| Ezüst fokozat                                                | Yves & Ambra                                                 | Spanyolország, · Olaszország                                 | tissue                                                       |
| Bronz fokozat                                                | Semyon Krachinov                                             | Oroszország                                                  | zsonglőr                                                     |
| Bronz fokozat                                                | Fantastic Elf                                                | Oroszország                                                  | álló sitz                                                    |
| Bronz fokozat                                                | Equivokee                                                    | Ukrajna                                                      | bohócok                                                      |
| Bronz fokozat                                                | Duo Vitalys                                                  | Peru                                                         | erőemelő szám                                                |

| 14. Budapesti Nemzetközi Cirkuszfesztivál 2022. január 12–17. | 14. Budapesti Nemzetközi Cirkuszfesztivál 2022. január 12–17. | 14. Budapesti Nemzetközi Cirkuszfesztivál 2022. január 12–17. | 14. Budapesti Nemzetközi Cirkuszfesztivál 2022. január 12–17. |
| Díj                                                           | Nyertes                                                       | Ország                                                        | Szám                                                          |
| ------------------------------------------------------------- | ------------------------------------------------------------- | ------------------------------------------------------------- | ------------------------------------------------------------- |
| Arany fokozat                                                 | Richter Kevin csoport                                         | Magyarország                                                  | ugródeszka                                                    |
| Arany fokozat                                                 | Echo of Dreams                                                | Oroszország                                                   | ugródeszka                                                    |
| Ezüst fokozat                                                 | Secret of My Soul                                             | Ukrajna, Oroszország                                          | levegő-karika                                                 |
| Ezüst fokozat                                                 | Ekaterina Zapashnaya és Konstantin Rastegaev                  | Oroszország                                                   | gurtni                                                        |
| Ezüst fokozat                                                 | Vardanyan Brothers                                            | Örményország                                                  | emelő                                                         |
| Bronz fokozat                                                 | Shatirov csoport                                              | Oroszország                                                   | orosz rúd                                                     |
| Bronz fokozat                                                 | Mihail Ermakov                                                | Oroszország                                                   | kutyaszám                                                     |
| Bronz fokozat                                                 | Duo Stauberti                                                 | Csehország                                                    | perzs                                                         |
| Bronz fokozat                                                 | RCC Aruba                                                     | Kolumbia                                                      | ugródeszka                                                    |

| 15. Budapesti Nemzetközi Cirkuszfesztivál 2024. január 10–15. | 15. Budapesti Nemzetközi Cirkuszfesztivál 2024. január 10–15. | 15. Budapesti Nemzetközi Cirkuszfesztivál 2024. január 10–15. | 15. Budapesti Nemzetközi Cirkuszfesztivál 2024. január 10–15. |
| Díj                                                           | Nyertes                                                       | Ország                                                        | Szám                                                          |
| ------------------------------------------------------------- | ------------------------------------------------------------- | ------------------------------------------------------------- | ------------------------------------------------------------- |
| Arany fokozat                                                 | China National Acrobatic Troupe                               | Kína                                                          | bicikli                                                       |
| Arany fokozat                                                 | Troupe Zola                                                   | Mongólia                                                      | ugródeszka                                                    |
| Ezüst fokozat                                                 | Andrey Pogorelov                                              | Oroszország                                                   | halálkerék                                                    |
| Ezüst fokozat                                                 | Evgeniia Zavadskaia                                           | Oroszország                                                   | kötél                                                         |
| Ezüst fokozat                                                 | Elisa Cussadié                                                | Olaszország                                                   | papagájszám                                                   |
| Bronz fokozat                                                 | Group Tightrope Walkers Antik                                 | Oroszország                                                   | magasdrót                                                     |
| Bronz fokozat                                                 | Alex Giona                                                    | Olaszország                                                   | lovas szám                                                    |
| Bronz fokozat                                                 | Les Étolies de Mongolie                                       | Mongólia                                                      | kaucsuk– és íjszám                                            |
| Bronz fokozat                                                 | Duo Antresol                                                  | Oroszország                                                   | levegő-karika                                                 |

## Díjtáblázat
Magyarország eltérő háttérszínnel kiemelve.
| Helyezés | Ország           | Arany | Ezüst | Bronz | Összesen |
| -------- | ---------------- | ----- | ----- | ----- | -------- |
| 1.       | Oroszország      | 7     | 12    | 3     | 22       |
| 2.       | Kína             | 7     | 4     | 3     | 14       |
| 3.       | Magyarország     | 2     | 3     | 8     | 13       |
| 4.       | Ukrajna          | 1     | 3     | 5     | 9        |
| 5.       | Kanada           | 1     | 1     | 1     | 3        |
| 6.       | Kolumbia         | 1     | 1     | 0     | 2        |
| 7.       | Mongólia         | 1     | 0     | 1     | 2        |
| 8.       | Németország      | 1     | 0     | 0     | 1        |
| 9.       | Olaszország      | 0     | 3     | 2     | 5        |
| 10.      | Románia          | 0     | 2     | 2     | 4        |
| 11.      | Egyesült Államok | 0     | 1     | 3     | 4        |
| 12.      | Spanyolország    | 0     | 1     | 2     | 3        |
| 13.      | Fehéroroszország | 0     | 1     | 1     | 2        |
| 13.      | Kuba             | 0     | 1     | 1     | 2        |
| 15.      | Brazília         | 0     | 1     | 0     | 1        |
| 15.      | Svédország       | 0     | 1     | 0     | 1        |
| 15.      | Kazahsztán       | 0     | 1     | 0     | 1        |
| 15.      | Venezuela        | 0     | 1     | 0     | 1        |
| 15.      | Svájc            | 0     | 1     | 0     | 1        |
| 15.      | Lettország       | 0     | 1     | 0     | 1        |
| 15.      | Bulgária         | 0     | 1     | 0     | 1        |
| 22.      | Portugália       | 0     | 0     | 2     | 2        |
| 23.      | Mexikó           | 0     | 0     | 1     | 1        |
| 23.      | Csehország       | 0     | 0     | 1     | 1        |
| 23.      | Franciaország    | 0     | 0     | 1     | 1        |
| 23.      | Belgium          | 0     | 0     | 1     | 1        |
| 23.      | Örményország     | 0     | 0     | 1     | 1        |
| 23.      | Peru             | 0     | 0     | 1     | 1        |
|          |                  |       |       |       |          |
| Összesen | Összesen         | 21    | 40    | 40    | 101      |

## Televíziós közvetítések
Az egyes seregszemlékről televíziós felvétel készült, amelyeket Magyarországon a közszolgálati televízió csatornák tűztek műsorukra. A Magyar Cirkusz és Varieté Nonprofit Kft. 2010-ben kiadta az addigi fesztiválok DVD-felvételeit, melyeket limitált kiadásban árusítottak a Fővárosi Nagycirkusz ajándékboltjában.
| Év   | Fesztivál                       | Közvetítő csatorna     | A műsor címe                                                                | DVD kiadás    |
| ---- | ------------------------------- | ---------------------- | --------------------------------------------------------------------------- | ------------- |
| 1996 | 1. Nemzetközi Cirkuszfesztivál  | M2                     | Nemzetközi Cirkuszfesztivál Válogatás a korábbi évek cirkuszfesztiváljaiból | 2 lemezes DVD |
| 1996 | 1. Nemzetközi Cirkuszfesztivál  | Finzioni Entertainment | 1th International Circus Festival of Budapest                               | 2 lemezes DVD |
| 1996 | 1. Nemzetközi Cirkuszfesztivál  | IPL                    | 1st International Circus Arts Festival in Budapest                          | 2 lemezes DVD |
| 1998 | 2. Nemzetközi Cirkuszfesztivál  | Rai 2                  | 2° Festival Internazionale del Circo di Budapest                            | 1 lemezes DVD |
| 1998 | 2. Nemzetközi Cirkuszfesztivál  | Finzioni Entertainment | 2nd International Circus Festival of Budapest                               | 1 lemezes DVD |
| 2000 | 3. Nemzetközi Cirkuszfesztivál  | M2                     | 3. Nemzetközi Cirkuszfesztivál Budapesten                                   | 1 lemezes DVD |
| 2000 | 3. Nemzetközi Cirkuszfesztivál  | Finzioni Entertainment | 3th International Circus Festival of Budapest                               | 1 lemezes DVD |
| 2002 | 4. Nemzetközi Cirkuszfesztivál  | M2                     | Nemzetközi Cirkuszfesztivál Válogatás a korábbi évek cirkuszfesztiváljaiból | 1 lemezes DVD |
| 2002 | 4. Nemzetközi Cirkuszfesztivál  | Finzioni Entertainment | 4th International Circus Festival of Budapest                               | 1 lemezes DVD |
| 2004 | 5. Nemzetközi Cirkuszfesztivál  | Duna                   | 5. Nemzetközi Cirkuszfesztivál Budapesten                                   | 1 lemezes DVD |
| 2004 | 5. Nemzetközi Cirkuszfesztivál  | Finzioni Entertainment | 5th International Circus Festival of Budapest                               | 1 lemezes DVD |
| 2006 | 6. Nemzetközi Cirkuszfesztivál  | Duna                   | 6. Nemzetközi Cirkuszfesztivál 1–4. rész                                    | 2 lemezes DVD |
| 2008 | 7. Nemzetközi Cirkuszfesztivál  | Duna                   | 7. Nemzetközi Cirkuszfesztivál 1–4. rész                                    | 2 lemezes DVD |
| 2008 | 7. Nemzetközi Cirkuszfesztivál  | Finzioni Entertainment | 7th International Circus Festival of Budapest                               | 2 lemezes DVD |
| 2008 | 7. Nemzetközi Cirkuszfesztivál  | CCTV-3                 | 7th International Circus Festival of Budapest                               | 2 lemezes DVD |
| 2010 | 8. Nemzetközi Cirkuszfesztivál  | Duna                   | 8. Nemzetközi Cirkuszfesztivál 1–4. rész                                    | 2 lemezes DVD |
| 2012 | 9. Nemzetközi Cirkuszfesztivál  | Nem került adásba      | Nem került adásba                                                           | Nem adták ki  |
| 2014 | 10. Nemzetközi Cirkuszfesztivál | M1, M2                 | Cirkuszfesztivál 2014 1–2. rész                                             | Nem adták ki  |
| 2016 | 11. Nemzetközi Cirkuszfesztivál | Duna                   | Budapesti Nemzetközi Cirkuszfesztivál 2016 1–2. rész                        | Nem adták ki  |
| 2018 | 12. Nemzetközi Cirkuszfesztivál | M5                     | XII. Budapesti Nemzetközi Cirkuszfesztivál 1–3. rész                        | N/A           |